# 茜蒂再拉·尤索夫
茜蒂再拉·莫哈末尤索夫（1963年10月12日—），出生于马来西亚吉兰丹，马来西亚政治人物，伊斯兰党党员，现任吉兰丹州兰斗班让国会议员。曾任马来西亚妇女部副部长（2020年至2022年），以及伊斯兰党妇女组主席（2011年至2015年）。

## 政治生涯
2020年2月24日马来西亚政治危机中，巫统和伊斯兰党组成国民联盟，跟随新任首相慕尤丁入主布城成为执政党，茜蒂再拉于3月10日受委马来西亚妇女部副部长。2021年8月16日，受到巫统持续向国盟政府发起的倒阁行动影响，慕尤丁向国家元首苏丹阿都拉请求辞去首相职位，茜蒂再拉也跟随内阁总辞。

## 个人立场
茜蒂再拉的个人立场属于宗教保守派系，她在就任为部长后，发表穆斯林空姐的服装需要符合伊斯兰教义，同时反对前朝由马哈迪·莫哈末领导的希盟政府所禁止的童婚计划等。

## 争议
2014年7月，发生马来西亚航空17号班机空难遭击落事件后，茜蒂再拉发表了这次意外的起因是马航「惹怒了真主阿拉」的言论，并且认为馬來西亞國際航空应该停止提供酒精饮料以及检讨女性空服员、尤其是穆斯林女性的服装。她的这番言论遭到众多非政府组织的批评。
2020年马来西亚新冠肺炎开始暴增时，身为妇女，家庭及社会发展部副部长的她依旧提要检讨空姐制服，更说出"性侵是暴力，童婚是祝福"等言论引起民众不满。3月15日，新冠肺炎疫情暴增190起后，她更在推特上上载此文章：
Kemungkinan kita mati kerana virus Corona adalah 1% sahaja,ada pun kemungkinan kita mati pada bila bila masa adalah 100%.Perbaharuilah iman kita dan bertaqwalah kepada Allah,sesungguhnya kematian adalah suatu yang benar,ia datang tanpa diduga.——Siti Zailah
其意为呼吁「人民应该听天由命，所有人都是会死」的看想，引发大量网民在她的推特上炮轰，导致她的推特在舆论压力下也被迫关闭。
2020年4月11日，西蒂再拉被指发表谈话，暗示妇女必须接受、保持耐心，及原谅有暴力倾向的伴侣。她的发言又再次被大众批评与责骂。同时伊斯兰姐妹会（SIS）执行董事罗扎娜依莎就指责西蒂再拉，不了解何谓家庭暴力问题。
2022年2月12日，西蒂再拉发布了一段2分钟的视频短片，建议丈夫应该用温和却严厉的身体接触来谴责他们的妻子。这些建议包括咨询、分开睡三天、祈祷，以及使用“温和却严厉的身体接触”来谴责他们的妻子。这段短片遭受社会批抨，行动党泗岩沫国会议员杨巧双认为，所谓「温和却严厉的肢体接触」很主观，且此课题不适合作为2分钟短视频题材。她也质问首相依斯迈沙比里，西蒂再拉是否适合担任妇女部副部长。公正党峇东埔国会议员努鲁依莎表示，这种所谓的建议是对女性的伤害，因为它违背了当前Covid-19大流行期间，总共增加了9,015起针对女性的家暴事件。

## 选举成绩
| 年份 | 选区                 | 候选人 | 候选人               | 得票数 | 得票率 | 竞选对手                   | 竞选对手               | 得票数 | 得票率 | 总票数 | 多数票 | 投票率 |
| ---- | -------------------- | ------ | -------------------- | ------ | ------ | -------------------------- | ---------------------- | ------ | ------ | ------ | ------ | ------ |
| 2008 | 吉兰丹 P023 兰斗班让 |        | 茜蒂再拉（回教党）   | 19,344 | 54.57% |                            | 莫哈末阿芬迪（巫统）   | 14,858 | 41.91% | 35,451 | 4,486  | 78.11% |
| 2008 | 吉兰丹 P023 兰斗班让 |        | 茜蒂再拉（回教党）   | 19,344 | 54.57% | 依斯玛阿尔法（独立人士）   | 330                    | 0.93%  |        | 35,451 | 4,486  | 78.11% |
| 2013 | 吉兰丹 P023 兰斗班让 |        | 茜蒂再拉（伊斯兰党） | 23,724 | 56.57% |                            | 嘉查里依斯迈（巫统）   | 17,448 | 41.61% | 41,934 | 6,362  | 79.27% |
| 2018 | 吉兰丹 P023 兰斗班让 |        | 茜蒂再拉（伊斯兰党） | 24,581 | 50.82% |                            | 阿都拉末耶欣（巫统）   | 18,431 | 38.10% | 49,639 | 6,150  | 75.08% |
| 2018 | 吉兰丹 P023 兰斗班让 |        | 茜蒂再拉（伊斯兰党） | 24,581 | 50.82% | 旺沙吉汉旺丁（國家誠信黨） | 5,361                  | 11.08% |        | 49,639 | 6,150  | 75.08% |
| 2022 | 吉兰丹 P023 兰斗班让 |        | 茜蒂再拉（伊斯兰党） | 37,759 | 62.38% |                            | 祖卡奈因尤索夫（巫统） | 17,123 | 28.29% | 61,406 | 20,636 | 64.91% |
| 2022 | 吉兰丹 P023 兰斗班让 |        | 茜蒂再拉（伊斯兰党） | 37,759 | 62.38% | 旺沙吉汉旺丁（國家誠信黨） | 4,256                  | 7.03%  |        | 61,406 | 20,636 | 64.91% |
| 2022 | 吉兰丹 P023 兰斗班让 |        | 茜蒂再拉（伊斯兰党） | 37,759 | 62.38% | 依布拉欣阿里（土著权威党） | 1,216                  | 2.01%  |        | 61,406 | 20,636 | 64.91% |
| 2022 | 吉兰丹 P023 兰斗班让 |        | 茜蒂再拉（伊斯兰党） | 37,759 | 62.38% | 再因依斯迈（人民党）       | 172                    | 0.29%  |        | 61,406 | 20,636 | 64.91% |

## 个人荣誉

### 封衔
- 吉兰丹
  -  吉兰丹王冠奖章（SMK）（2010年）
  -  吉兰丹精神丞官勋章（JMK）（2011年）
  -  吉兰丹精神拿督勋章（DJMK）—拿督（2019年）[16]